# 岩屋庙站
岩屋庙站是位于湖北当阳市玉阳镇的一个铁路车站，邮政编码444100。车站建于1970年，有焦柳铁路经过该站，现仅办理货运业务，不办理客运业务。车站距离月山站683公里，隶属武汉铁路局，是四等站，本站及相邻上下行区间均为电气化区段。
1. 1 2  中国铁路武汉局集团有限公司年鉴编纂委员会 (编). . 武汉. 2021 （中文（中国大陆））.
2. ↑  GB/T 10302-2010：中华人民共和国铁路车站代码（代替GB/T 10302-1988）．2010年9月2日公布，2010年12月1日实施．中华人民共和国国家质量监督检验检疫总局、中国国家标准化管理委员会: 42．